# Cernoy
Cernoy is een gemeente in het Franse departement Oise (regio Hauts-de-France) en telt 213 inwoners (2004). De plaats maakt deel uit van het arrondissement Clermont.

## Geografie
De oppervlakte van Cernoy bedraagt 4,8 km², de bevolkingsdichtheid is 44,4 inwoners per km².
De onderstaande kaart toont de ligging van Cernoy met de belangrijkste infrastructuur en aangrenzende gemeenten.

## Demografie
Onderstaande figuur toont het verloop van het inwonertal (bron: INSEE-tellingen).